# Hieracium pseudocurvatum
Hieracium pseudocurvatum là một loài thực vật có hoa trong họ Cúc. Loài này được (Zahn) Pugsley mô tả khoa học đầu tiên năm 1942.